# Gold Striker
Gold Striker in California’s Great America (Santa Clara, Kalifornien, USA) ist eine Holzachterbahn des Herstellers Great Coasters International, die am 31. Mai 2013 eröffnet wurde. 
Die 974,4 m lange, von Jeff Pike konstruierte Strecke erreicht eine Höhe von 33 m. Die Höchstgeschwindigkeit beträgt 86,4 km/h.

## Züge
Gold Striker besitzt zwei Züge mit jeweils zwölf Wagen. In jedem Wagen können zwei Personen (eine Reihe à zwei Personen) Platz nehmen.